# Arno Müller (Chemiker)
Arno Müller (* 27. Mai 1897 in Magdeburg; † 20. November 1983 in Genf) war ein deutscher Chemiker und Parfümeur.

## Leben
Arno Müller kam am 27. Mai 1897 in Magdeburg als Sohn des Mechanikers Paul Müller und der Bertha geborene Bardasch zur Welt. Arno Müller brach im Alter von 14 Jahren die Mittelschule ab, um als Lehrling in ein Chemielabor einzutreten. Nach abgeschlossener Lehre sowie kurzem Militärdienst belegte er zwischen 1917 und 1921 ein Studium der Chemie an der Universität Leipzig. Trotz Vorlegens einer Dissertation bei Arthur Hantzsch, wurde Müller seitens der Fakultät die Promotion wegen des fehlenden Abiturs verweigert.
Arno Müller trat nach einigen beruflichem Zwischenstationen 1927, nachdem er als Werkstudent bereits Kontakt zur Riechstoffindustrie aufgenommen hatte, als Riechstoffchemiker in die Firma Allondon, später von der Firmenich SA übernommen, in der Nähe von Genf ein. Unter Arno Müllers Leitung entwickelte sich die Riechstoffsynthese schnell zum bedeutendsten Zweig des Unternehmens. Die Produktion umfasste neben vielen Duftstoffen, die auch heute noch Verwendung finden, beispielsweise reine Fettaldehyde, Fliederaldehyd, einige Salicylsäure sowie die Cresotinsäure-Ester, zahlreiche Acetale und Halbacetale, auch die Herstellung des ersten chlorfreien Zimtaldehyds. Zudem gelang es mit der Aufnahme der Produktion von Nitromoschus, das damals bestehende Moschus-Kartell zu zerschlagen. Müller wurde 1972 in den Ruhestand versetzt.
Arno Müller heiratete 1924 in Magdeburg Gertrud verwitwete Schroeder, die Tochter des jüdischen Kaufmanns Roman Singer. Er verstarb am 20. November 1983 ein halbes Jahr nach Vollendung seines 86. Lebensjahres in Genf.

## Wirken
Arno Müller, der bereits in seiner Lehrzeit wissenschaftliche Arbeiten veröffentlichte, erstellte in seinem Hauptwerk unter dem Titel „Riechstoff-Kodex“, erschienen 1929, eine Sammlung aller zugänglichen Daten über die Chemie der Riechstoffe, was für die damals dem Esoterismus verhaftete Branche eine Sensation darstellte. Der in einem Berliner Verlag erschienene „Kodex“ erfuhr nicht nur zwei weitere Auflagen, und zwar 1942, 1950, er wurde auch 1948, sozusagen als „Kriegsbeute“, ohne Lizenz in den USA nachgedruckt. 1957 erschien der erste, 1969 der zweite Ergänzungsband.
Neben zahlreichen weiteren wissenschaftlichen Publikationen verfasste Müller ein Buch über „Die physiologischen und pharmakologischen Wirkungen der ätherischen Öle“, erschienen 1941, sowie einen „Internationalen Kodex der ätherischen Öle“, erschienen 1952.
Als Parfümeur schuf er manch bekannte Parfümbase, die in vielen Kreationen im In- und Ausland eingesetzt wurde und wird, wie etwa „Capucine“, „Grisambrol“, „Prunella“, „Rosacene“ oder „Civette synth“.

## Schriften
- Über das Uranylformiat, In: Zeitschrift für Anorganische Chemie 93, 1915, S. 267
- Studien über das Carvon, In: Journal für Praktische Chemie 93, 1916, S. 10
- Zur Kenntnis der Explosionsfähigkeit des Uranylnitrats, In: Chemiker-Zeitung 40, 1916, S. 38
- Internationaler Riechstoff-Kodex, 1929, 3. Auflage 1950